# Juraj Vavrík
Juraj Vavrík (Ilava, 2 settembre 1991) è un calciatore slovacco, centrocampista del Ružomberok.